# Handzähler

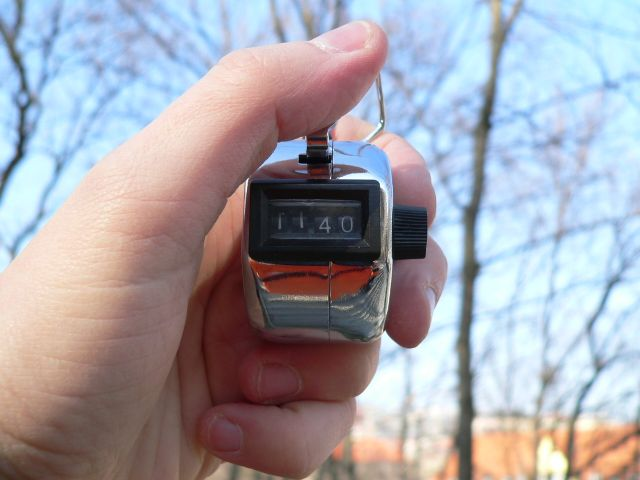
Mechanischer Handzähler

Ein Handzähler (auch Personenzähler, Klickzähler, Klicker, Rundenzähler, Schusszähler, Stückzähler,  Handstückzähler, Counter) ist ein, zumeist mechanisches, Gerät, mit der eine Person einzelne Ereignisse, Personen oder Gegenstände mit einem Knopfdruck zählen kann. Dabei wird die Anzahl der einzelnen Knopfdrücke jeweils auf den letzten Stand des Handzählers addiert. In manchen Bereichen wird ein solches Gerät auch Tallyzähler oder Tallycounter genannt, siehe Tallymann. Es handelt sich dabei um eine spezielle, handgeschaltete Variante eines Zählwerks.
Mit der Betätigung eines Knopfes läuft eine fortlaufende Zählung, die über eine Anzeige abgelesen werden kann. Personenzähler sind als Hand- und Tischgeräte erhältlich und sind technisch sehr unterschiedlich realisiert – vom einfachen mechanischen Zähler mit Zahlenkränzen bis zum digitalen Gerät mit Flüssigkristallanzeige und PC-Anschlussmöglichkeit. Neueste Entwicklungen bieten automatisierte Zählungen mittels Lichtschranken oder Computerauswertung von Kamerabildern.
Ein Handzähler wird oft zur Zählung von bestimmten Ereignissen benutzt; zum Beispiel Mitzählen von Personen, die einen Laden betreten, die Erfassung von Objekten unter einem Mikroskop oder Fahrgastzählung. Verwendungsgebiete sind Großveranstaltungen, Marktforschung, Verkehrszählungen, Forstwirtschaft oder auch biologische Labors.
Andere Hilfsmittel beim Zählen sind die Strichliste und das frühzeitliche Kerbholz.

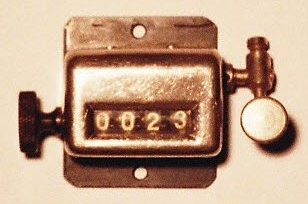
Handzähler
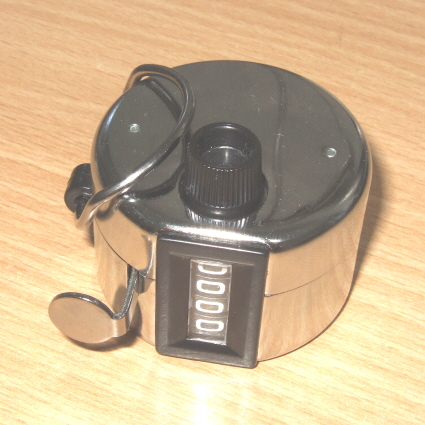
Mechanischer Handzähler
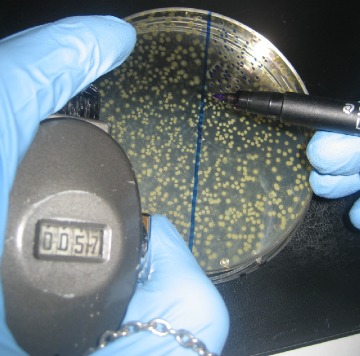
Zählen von CFU per Klickzähler und Stift.
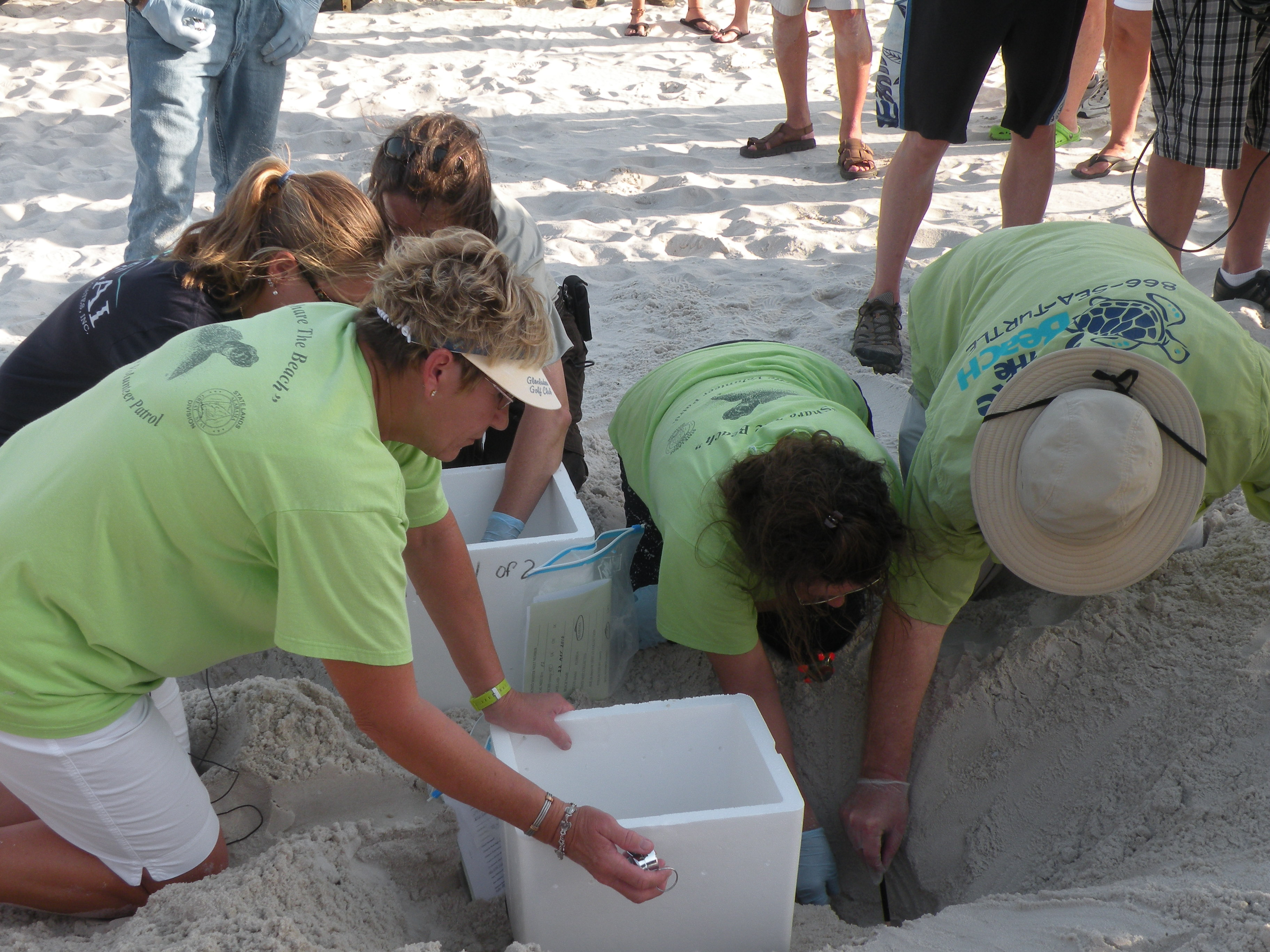
Klickzähler beim Zählen von Schildkröteneiern
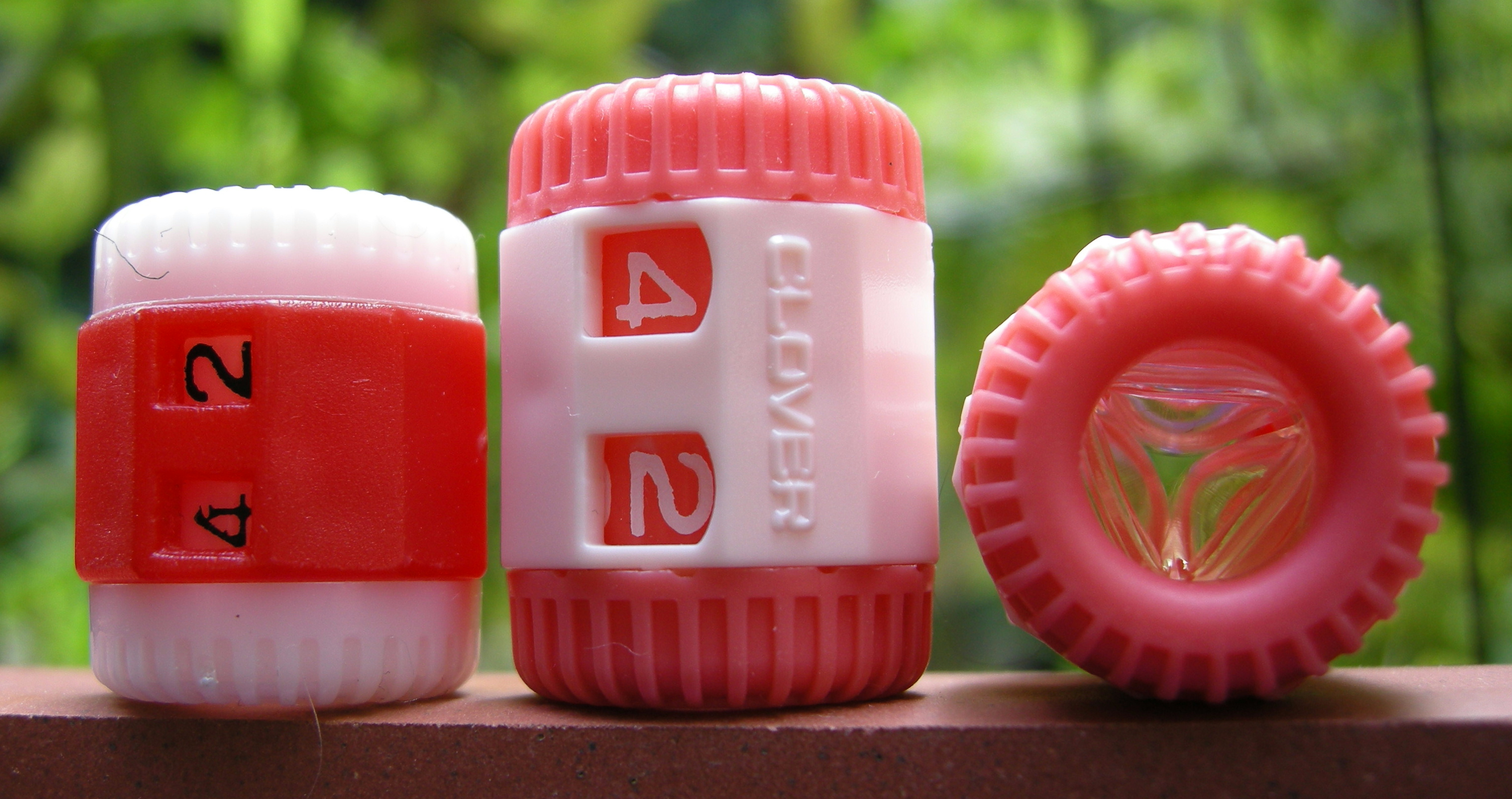
Handzähler speziell für das Stricken